# Arcinazzo Romano
Arcinazzo Romano ist eine italienische Gemeinde, die zur Metropolitanstadt Rom in der italienischen Region Latium gehört, mit 1222 Einwohnern (Stand 31. Dezember 2023).

## Geographie

Lage von Arcinazzo Romano in der Metropolitanstadt Rom

Arcinazzo Romano liegt 74 km östlich von Rom und 11 km südlich vom Subiaco. Es liegt auf der Hochebene Altipiani di Arcinazzo in den Monti Affilani oberhalb des Tals des Aniene. Es ist Mitglied der Comunità Montana Valle dell’Aniene. Zur Gemeinde gehört die Westhälfte des Wintersportortes Altipiani di Arcinazzo.
Das Gemeindegebiet erstreckt sich über eine Höhe von 568 bis 1420 m s.l.m.
Die Gemeinde liegt in der Erdbebenzone 2 (mittel gefährdet).
Die Nachbargemeinden sind Affile, Jenne, Piglio (FR), Roiate, Serrone (FR), Subiaco und Trevi nel Lazio (FR).

## Name
Ursprünglich hieß die Gemeinde Ponza, angeblich nach einer römischen Gens Pontia, die aus dem Ort gestammt haben soll. Nach der italienischen Einigung wurde die Gemeinde, um Verwechslungen mit der gleichnamigen Insel zu vermeiden, 1872 in Ponza d'Arcinazzo geändert. 1891 wurde der Name endgültig in Arcinazzo Romano geändert. Er leitet sich legendenhaft von Arcinia, einer Konkubine des Kaisers Claudius her, die hier eine Villa besaß. Die auf dem Gemeindegebiet freigelegte große römische Landvilla wird allerdings Kaiser Traian zugewiesen.

## Bevölkerungsentwicklung
| Jahr      | 1871 | 1901 | 1921 | 1951 | 1971 | 1991 | 2001 | 2011 |
| --------- | ---- | ---- | ---- | ---- | ---- | ---- | ---- | ---- |
| Einwohner | 1193 | 1405 | 1712 | 1758 | 1556 | 1379 | 1334 | 1375 |

Quelle ISTAT

## Politik
Giacomo Troja (Bürgerliste Uniti per Arcinazzo) wurde im März 2010 zum Bürgermeister gewählt und am 31. Mai 2015 im Amt bestätigt. Er löste Sandro Biferi (2005–2010) ab, der nicht mehr kandidierte.

### Wappen
Das Wappen zeigt den Ortspatron, den Heiligen Georg, der den Drachen bekämpft.

### Partnergemeinden
- Santiponce in Andalusien, Geburtsort von Kaiser Trajan

## Sehenswürdigkeiten
- An der Straße zwischen Arcinazzo und Altipiani wurde die weitläufige Villa von Kaiser Trajan ausgegraben. Auf dem Ausgrabungsareal befindet sich ein Antiquarium mit den zugehörigen Funden.

## Söhne und Töchter des Ortes
- Lorenzo Cesa (* 1951), Politiker